# فین بالور
فین بلور فرگال دویت (به انگلیسی: Finnbalor Fergal Devote) (زاده ۲۵ ژوئیه ۱۹۸۱) یک کشتی‌گیر حرفه‌ای اهل ایرلند است که با نام فین بلور در مسابقات کشتی حرفه‌ای شرکت می‌کند. این کشتی‌گیر بعد از توسعه برندها و دبلیودبلیوئی درفت از ان اکس تی به دبلیو دبلیو ئی آمد و به برند راو منتقل شد. وی با شکست ست رالینز در رویداد سامراسلم 2016 اولین قهرمان یونیورسال شد. او سابقاً در کمپانی NJPW فعالیت می‌کرد و بنیان‌گذار گروه بولت کلاب (Bullet Club) در NJPW است.
وی هم اکنون نیز بی شک جزو تکنیکی‌ترین کشتی‌گیران در دنیای WWE است. تکنیک و مهارت‌های بالایی در این رشته دارد که سبب معروفیتش شده است. او تا Extreme Rules 2019 قهرمان کمربند بین قاره‌ای بود و در بعضی مچ‌های خودش در رینگ با شخصیت شیطانی خودش ظاهر می‌شود که تا کنون در ۲۳ سال فعالیت حرفه‌ای فقط ۳ بار این شخصیت باخته است.

## دوران کشتی حرفه‌ای

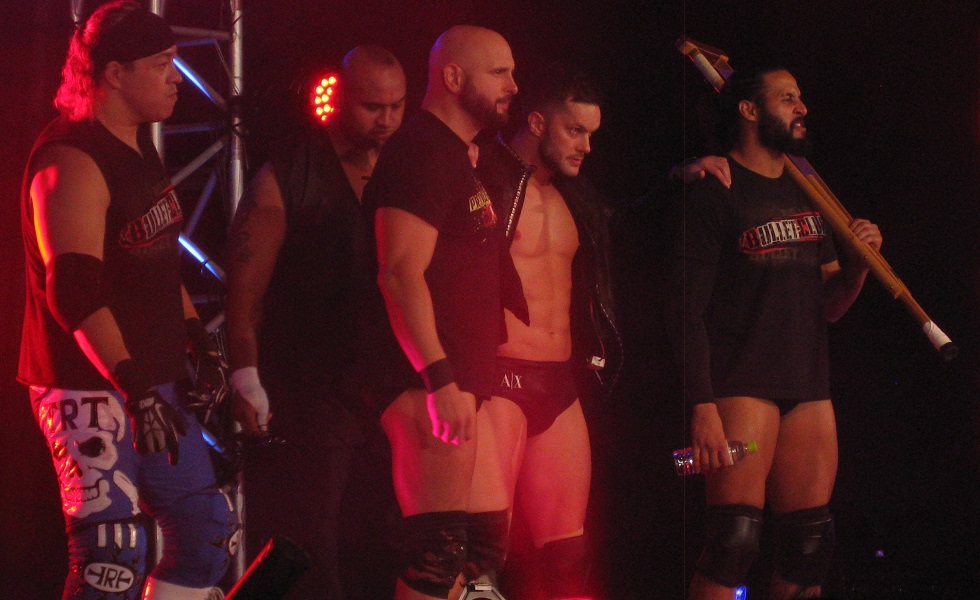
فین بلور فرگال دویت در جمع کشتی گیران در سال 2013

فین بالور در سن ۱۸ سالگی در کشتی حرفه‌ای شروع به کار کرد. وی به عنوان یک پدیده نوظهور در کمپانی njpw کشف شد و به wwe انتقال یافت. وی در سال ۲۰۱۶ اولین قهرمان کمربند یونیورسال شد و بعد آن با مصدومیت از جناح شانه مواجه شد و کریر وی دچار تغیرات بسیار شد،اما هیچ چیز نتوانست جلو دار این مرد باشه و اون توانست در بزرگترین کمپانی دنیا  
یعنی WWE گرند اسلم بشه (قهرمانی جهان + اینترکانتینتال + یونایتد استیس + تگ تیم در مین راستر حداقل ۱ مرتبه)

### NJPW
فین بالور قبل از ورود به کمپانی WWE در کمپانیNJPW فعالیت می‌کرد.
او در ماه مارس سال ۲۰۰۶ با این کمپانی قرار داد بست.
در تاریخ ۲۷ ژانویه او و مینروو توانستند IWGP Junior heavyweight tag team شوند این عنوان اولین قهرمانی فین بود. در ماه اکتبر کمربندهای خود را به Tetsuya Naito و Yujiro واگذار کردند. ر دسامبر ۲۰۰۹ فین بالور وارد سوپر جام J-Cup 2009 شد. پس از شکست Atsushi Aoki, Danshoku دینو و Yamato، فین باور دوباره در نهایی مسابقات، این بار توسط Naomichi Marufuji شکست خورد. پس از آن او در ۱۹ ژوئن ۲۰۱۱ با شکست موروجی قهرمان کمربند IWGP شد. اما پس از چند بار دفاع از عنوان خود بالاخره کمربند خود را از دست داد. پس از آن او اولین رهبر گروه بولت کلاب شد. اما هنگام رفتن از کمپانی NJPW با گروه بولت کلاب خداحافظی کرد و کارل اندرسون و سپس ای جی استایلز جانشین او شد. هم‌اکنون کنی امگا رهبر گروه بولت کلاب است.

### NXT
او سپس به برند NXT رفت و با شکست کوین اونز قهرمان کمربند اصلی این برند یعنی کمربند ان اکس تی شد. او از عنوانش در مقابل افراد زیادی مانند نویل ،ساموا جو ،بارن کوربین ،سمی زین ....... دفاع کرد. سرانجام او کمربندش را به شینسکه ناکامورا باخت. کمربند ان اکس تی به مدت ۲۹۲ روز به دست فین بالور بود.

### RAW
او سپس به برند راء رفت و چند روز بعد استفانی مک ماهون دو مسابقه ۴ نفره ترتیب داد که برندگانشان به مصاف هم می‌رفتند و در مین اونت مسابقه می‌دادند فرد برنده به مصاف ست رولینز برای کمربند یونیور می‌رفت و فرد بازنده به مساف قهرمان کمربند دوم راء یعنی روسف می‌رفت در مسابقه اول رومن رینز توانست بر ۳ حریف غلبه کند و برنده شود و در مسابقه دوم هم فین بالور، آنها در مین اونت آن شب در راء به مصاف هم رفتند که در یک مسابقه زیبا فین بالور موفق به شکست رومن رینز شد و قرار شد در سامر اسلم به مصاف ست رولینز بروند و برنده اولین قهرمان کمربند یونیور سال می‌شد. در سامر اسلم ۲۰۱۶ فین بالور و ست رالینز سر کمربند یونیورسال با هم مسابقه دادند که در یک بازی تماشایی فین بالور با زدن فینیشر خود برنده مسابقه و اولین قهرمان کمربند یونیورسال شد؛ ولی در شب بعد در راء فین بالور آمد و گفت در مسابقه با ست رولینز مصدوم شده و کمربند را تحویل استفانی مک ماهون داد و در حالی که ست رولینز به او می‌خندید آنجا را ترک کرد هر چند که در مین اونت آن شب این کوین اونز بود که قهرمان کمربند یونیور سال شد و رولینز باز هم باخت و دستش به کمربند نرسید.
او پس از ۷ الی ۸ ماه به راء برگشت و با بری وایت درگیر شد همچنین در مسابقه ۵ نفره در اکستریم رولز به همراه بری ویات، رومن رینز، ست رولینز، ساموا جو شدکه در آن مسابقه زیبا این ساموآ جو بود که برنده مسابقه و حریف براک لزنر برای گریت بالز اف فایر شد.
او همچنین به درگیری با بری وایت ادامه داد و در سامر اسلم ۲۰۱۷ او را شکست داد. او همچنین در نو مرسی ۲۰۱۷ برای بار دوم توانست بری وایت را شکست دهد. در تی ال سی باز هم باید در مقابل بری وایت قرار می‌گرفت که بری وایت مشکلی برایش پیش آمد و ای جی استایلز جایگزین او شد. در تی ال سی فین بالور در مسابقه ای جذاب و فوق‌العاده تماشایی از سد ای جی استایلز گذشت. بعد آن او در سیروایور سریز عضو تیم ۵ نفره راء شد که در آن بازی جان سینا او را حذف کرد هر چند که در آن بازی تیم راء برنده شد. در رویال رامبل ۲۰۱۸ او عملکرد قابل توجه ایداشت و به عنوان نفر دوم وارد شد و توانست ۵۷ دقیقه در رینگ باشد. او حتی در میان ۴ نفر آخر بازی هم بود که در آخر جان سینا او را بیرون انداخت و او را حذف کرد. او سپس درگیری‌های خود را با دمیز و ست رالینز آغاز کرد در المنیشن چیمبر ۲۰۱۸ او در مقابل الایس، ست رولینز، رومن رینز، براون استرومن، دمیز و جان سینا قرار گرفت که در آن مسابقه توسط براون استرومن حذف شد و رومن رینز آن مسابقه را برد. در رسلمنیا ۳۴ او و ست رولینز و دمیز در مقابل هم قرار گرفتند که این ست رولینز بود که پیروز شد. در بزرگترین رویال رامبل در مسابقه ای لدر مچ مقابل ست رولینز و دمیز قرار گرفت که آن بازی را هم ست رولینز برد.

### قهرمانی بین قاره ای
در المنیشن چمبر ۲۰۱۹ در یک مسابقه هندیکپ (با آوانس ۲ به ۱) بلر در برابر بابی لشلی و لیو راش بر سر کمربند بین قاره ای قرار گرفت. با برد در این مسابقه صاحب کمربند بین قاره ای شد.
اما پس از 21 روز قهرمانی وی در راو 11 مارس 2019 فین از بابی لشلی شکست خورد و کمربند خود رو واگذار کرد. 27 روز بعد فین با کرکتر دیمن‌کینگ مقابل لشلی در رسلمنیا 35 قرار گرفت و برای دومین بار قهرمان این کمربند شد. فین 98 روز قهرمان این کمربند بود و در Extream Rules 2019 مقابل شینسکه ناکامورا شکست خورد و کمربند رو واگذار کرد

## افتخارات
- قهرمانی کمربند IWGP Junior سنگین‌وزن ۳ بار
- قهرمان کمربند تگ تیم IWGP Junior سنگین‌وزن ۶ بار
- طولانی‌ترین قهرمان کمربند ان اکس تی به مدت ۲۹۲ روز
- اولین قهرمان تاریخ کمربند یونیورسال
- تنها فردی که در اولین PPV در Wwe صاحب کمربند جهانی شد
- برنده تورنمنت تگ تیم افتخاری داستی رودز به همراه ساموآ جو در سال ۲۰۱۵
- بهترین کشتی‌گیر ان اکس تی در سال ۲۰۱۵
- رتبه سوم در مجله PWI از میان ۵۰۰ کشتی‌گیر در سال ۲۰۱۶
- 17 امین گرند اسلم تاریخ کمپانی WWE
- قهرمان کمربند یونایتد اینترکانتینتال ۲ بار
- قهرمان کمربند یونایتد استیس ۱ بار
- قهرمان کمربند ان اکس تی ۳ مرتبه
- قهرمان کمربند تگ تیم راو ۲ مرتبه به همراه دیمین پریست
- قهرمان کمربند تگ تیم اسمکدان ۲ مرتبه به همراه دیمین پریست
- قهرمان کمربند تگ تیم جهان WWE به همراه جی دی مکدونا
- برنده جایزه اسلمی ۱ مرتبه (بهترین فکشن سال ۲۰۲۳ همراه با جاجمنت دی)